# General Pinto (Buenos Aires)
Pour les articles homonymes, voir General Pinto.
General Pinto est une localité argentine située dans le partido homonyme, dans la province de Buenos Aires.

## Histoire
La ville a été fondée le 23 octobre 1869 lors d'une avancée des forces nationales, lorsque le colonel Martiniano Charras a occupé la dune d'Ancaloó, à environ un kilomètre de l'actuelle place centrale du général Pinto. À partir de ce moment et pendant un certain temps, Lavalle Norte (ou Fuerte Ancaloó) devient le dernier fort national, la frontière des terres contrôlées par le gouvernement central et le siège de la Comandancia de la Frontera Norte (commandement de la frontière nord). Elle doit son nom actuel au général Manuel Guillermo Pinto (1783—1853), gouverneur provisoire de la province de Buenos Aires en 1852. Le projet des députés provinciaux M. Arturo C. Massey et le géomètre Luis Monteverde, créant le partido de General Pinto, a été approuvé le 22 octobre 1891, déclarant cette communauté, qui jusqu'à ce jour, avait fait partie du vaste partido de Lincoln, autonome.
Le 17 décembre 1891, le Département des ingénieurs a approuvé le plan de cette ville, qui avait été établi par le géomètre Monteverde en 1888. Simultanément, une commission de voisins a été nommée pour procéder à l'établissement du registre civique de la municipalité. Le 17 février 1892, le premier appel aux élections est lancé aux voisins du Parti, qui se déroulent normalement le 20 mars de la même année. Le 20 avril 1892, les premières autorités municipales de l'histoire de Gral Pinto ont pris leurs fonctions, et la municipalité a été constituée, commençant ses actes gouvernementaux.

## Démographie
La localité compte 6 557 habitants (Indec, 2010), ce qui représente une augmentation de 6,5 % par rapport au recensement précédent qui comptait 6 154 habitants en 2001.

## Accès
La route nationale 188 la relie aux villes de Lincoln, Junín et San Nicolás de los Arroyos à l'est et aux villes de Florentino Ameghino, General Villegas et San Rafael dans la province de Mendoza à l'ouest.
Le partido dispose d'un vaste réseau routier, dont la plupart sont des chemins de terre. Les localités de Germania et d'Iriarte sont reliées à la route nationale 7 par des accès goudronnés, et Germania dispose également d'une route goudronnée vers General Pinto (30 km), Coronel Granada (Villa Francia) dispose également d'un accès goudronné à la route nationale 188. Les autres localités ne disposent pas de routes asphaltées et leurs habitants ont des complications pour se déplacer vers d'autres centres urbains lorsque les pluies sont excessives ou rares.
Elle possède la gare General Pinto du chemin de fer Sarmiento. Les trains de marchandises de Ferroexpreso Pampeano passent par ici entre les ports de Rosario et de Bahía Blanca.

## Économie
Elle est purement agricole. La production industrielle en découle, avec entre autres des crémeries, des fermes laitières, des usines de machines agricoles et des fromageries.

## Religion
| Diocèse  | Nueve de Julio |
| -------- | -------------- |
| Paroisse | San José       |